# 다이앤 본 퍼스텐버그
다이앤 본 퍼스텐버그(Diane von Fürstenberg, 1946년 12월 31일 ~ )는 벨기에 출생 미국의 패션 디자이너이다. 그녀만의 독특한 랩 드레스로 유명하다. 독일의 왕자 가문 퍼스텐버그 가의 에곤 폰 퍼스텐버그 왕자와 결혼을 하면서 처음으로 이름을 알렸다. 1972년, 이혼함으로써 공주 자격은 잃지만 이름은 계속 사용하고 있다. 2001년, 사업가 베리 딜러와 재혼했다. 1997년, 하이 패션 브랜드 Diane von Furstenberg (DVF)를 런칭했다.